# Rascal Flatts
Rascal Flatts est un groupe de musique country américaine originaire de Columbus (Ohio). Depuis sa création, Rascal Flatts est composé de trois membres: Gary LeVox (chant), Jay DeMarcus (guitare basse, clavier, piano, chant) et Joe Don Rooney (guitare, chant).
Entre 2000 et 2010, Rascal Flatts a enregistré pour le label Lyric Street Records, appartenant au groupe Disney Music Group. Grâce à ce label, le groupe a sorti sept albums qui ont tous été certifiés, par Recording Industry Association of America, comme étant disque de platine ou supérieur. Par ordre de parution, ces albums sont Rascal Flatts (2000), Melt (2002), Feels Like Today (2004), Me and My Gang (2006), Still Fells Good (2007), Greatest Hits Volume 1 (2008) et Unstoppable (2009). Après la fermeture de Lyric Street Record en 2010, Rascal Flatts s'est dirigé vers le label indépendant Big Machine Records, sortant l'album Nothing Like This en novembre 2010.
Les albums studio de Rascal Flatts compte vingt-six singles. Ils ont tous été dans le top 20 des chansons Hot Country Songs du magazine Billboard, dont onze ont été numéro 1. Bless the Broken Road, reprise de Marcus Hummon, a passé cinq semaines début 2005 dans cette position. La fin 2005, début 2006, Rascal Flatts sort What Hurts The Most qui a été numéro un aux États-Unis et numéro six sur le classement Billboard Hot 100.

## Biographie
« Nous ne sommes pas juste des partenaires d'affaires, nous sommes de bons amis. C'est pour cela que nous durons. »
Joe Don Rooney, 2006, magazine People
Gary LeVox et Jay DeMarcus sont cousins, issus d'une famille de musiciens. Ils forment, lorsque Jay DeMarcus vient occasionnellement à Nashville dans le Tennessee, un groupe composé d'un fiddle et d'une steel guitar. En 1992, DeMarcus déménage à Nashville, et obtient son premier contrat de disque en jouant dans un groupe chrétien appelé East to West. En 1997, il convainc finalement Gary LeVox de quitter son emploi et de poursuivre une carrière dans la musique.
C'est en jouant dans le groupe de Chely Wright que Jay DeMarcus rencontre Joe Don Rooney, à l'époque guitariste de Chely Wright.
Jay DeMarcus et Gary LeVox travaillent ensemble dans un club de la Printer's Alley (célèbre rue remplie de bar dans le centre de Nashville) et invite Joe Don Rooney à remplacer le second guitariste du bar lors de l'une de ses absences. Les trois musiciens sentent tout de suite qu'ils sont faits pour jouer ensemble. La réaction du public est d'ailleurs très positive, au point que beaucoup demandent le nom de leur groupe. Leur formation étant quelque peu improvisé, ils n'ont pas encore choisi un nom. Gary nous rapporte l'anecdote suivante : alors qu'ils répondent à la foule qu'ils n'ont pas de nom,  un homme s'approche d'eux et dit qu'il font partie d'un petit trio de  Garage, nommé Rascal Flatts. Jay DeMarcus, Gary LeVox et Joe Don Rooney aimant le nom, ils le reprennent pour commencer à jouer ensemble.
Les producteurs Mark Bright et Marty Williams contactent alors Doug Howard, A & R du label Lyric Street Records, afin qu'il écoute une démo de trois chansons faites par les Rascal Flatts. Il déclara que le groupe était « tout simplement incroyable ». Après avoir entendu la démo, il demande au groupe de venir le lendemain jouer quelques chansons avec des guitares acoustiques dans les bureaux du Label. Selon Howard, dans un entretien avec HitQuarters : «Le chant, les harmoniques, tout était là. J'étais juste époustouflé. Le chanteur a une voix unique et irrésistible...». 
À la fin de l'année 1999, Le groupe signe un contrat avec Lyric Street Records.

## Carrière musicale

### Rascal Flatts (2000-2002)
Au début des années 2000, le groupe fait ses débuts avec le single Prayin' for Daylight, une chanson qui était sur la démo de trois chansons qui a permis au groupe de signer un contrat. Cette chanson a été le premier single de leur premier album Rascal Flatts, publié début 2000 avec le label Lyric Street Records. En plus de Prayin' for Daylight, l'album compte trois autres singles qui tous font partie du top dix sur le classement Hot Country Songs du magazine  Billboard. This Everyday Love, While You Loved Me, and I'm Movin' On ont été respectivement numéros 9, 7 et 4. I'm Movin' On a été élu chanson de l'année 2002 par l'Academy of Country Music.
L'album a reçu un accueil positif. Stephen Thomas Erlewine, éditeur chez AllMusic, l'a décrit comme "un rayon de soleil, un agréable album de country-pop moderne".
Le site FunTrivia dit que l'enregistrement de la musique Walk the Llama Llama par Rascal Flatts, pour le film d'animation Kuzco, l'empereur mégalo, reste la bande originale de Walt Disney la plus répandue des années de 2000. Le réalisateur Mark Dindal, un contributeur à l'IMDB, fait remarquer que Kuzco, l'empereur mégalo est un film d'animation produit par Walt Disney Animation Studios et publié par Walt Disney Pictures ce qui n'est pas rien pour le premier enregistrement d'une bande originale pour un groupe créé à peine 10 mois plus tôt.

### Melt  (2002-2004)
Sorti en octobre 2002 et contrairement à leur précédent album, Rascal Flatts ont coproduit Melt. These Days, a été le premier single numéro un dans les hits country. L'album comprend trois autres singles, Love You Out Loud et I Melt, classés dans les dix premiers. Mayberry est quant à lui numéro un en 2004. Le clip de I Melt met en avant la nudité partielle d'actrices, et, par conséquent, la vidéo a été interdite de Great American Country, chaîne de télévision américaine spécialisée dans la musique country.

### Feels Like Today (2004-2005)
Le troisième album de Rascal Flatts, sorti fin 2004, est intitulé Feels Like Today. La chanson éponyme de l'album a été le premier single, suivi par Bless the Broken Road qui a été enregistré des années auparavant dans différentes versions par d'autres artistes: 
- Marcus Hummon
- Melodie Crittenden (dont la version a été dans les hits country en 1998)
- Nitty Gritty Dirt Band
- Sons of the Desert.

Début 2005, la version de Rascal Flatts a passé cinq semaines numéro un sur les hits country. Quelque temps après Fast Cars and Freedom a aussi été numéro un. Bien que celle-ci montait dans les sondages, certaines stations de radio ont commencé à jouer une piste cachée de l'album, intitulé Skin. Cette diffusion, non sollicités, a permis à "Skin" d'entrer dans le top 40, pour ensuite dépasser Fast Cars et Freedom. Ainsi, Skin a été publié comme single sous le titre Skin (Sarabeth) et officiellement ajouté à la  liste des pistes de l'album Melt.

### Me and My Gang et Still Feels Good (2005–2007)
En décembre 2005, Rascal Flatts a décidé de publier le premier single du 4e album Me and My Gang avant sa sortie prévu en 2006. Intitulée What Hurts The Most, cette chanson avait déjà été enregistrée par Mark Wills en 2003. Pour cet album, le groupe a travaillé avec le producteur Dann Huff. What Hurts The Most a atteint le numéro un dans les hits country et dans le classement Hot Adult Contemporary Tracks, ainsi que le top 10 sur le Billboard Hot 100. Ensuite, la chanson Me and My Gang a été dans les dix premiers, My Wish et Stand ont été quant à eux numéro un.
Également en 2006, le groupe s'est placé dans le top 10 des Billboard Hot 100 avec une reprise de Tom Cochrane, Life Is A Highway, enregistrée pour Cars, le film d'animation de Pixar. Bien que Life Is A Highway n'ait pas été diffusée sur les radios country, différentes stations non spécialisées des États-Unis ont commencé à jouer la chanson, l'amenant au sein du top 20 des chansons Hot Country Songs.
Me and My Gang a passé 15 semaines comme l'album numéro un du palmarès country de Billboard et a été la huitième meilleure vente d'album de l'année 2006 avec 3,5 millions d'albums vendus en fin d'année. Le succès de l'album conduit le groupe à prendre place sur le classement des artistes les plus vendus pour tous les genres de musique, ce qui n'avait pas été accompli depuis 15 ans par un groupe basé uniquement aux États-Unis.
En 2007, Carrie Underwood et Rascal Flatts ont joué ensemble à la cérémonie des Grammy Awards,.
Plus tard la même année, le groupe sort le single Take Me There, chanson coécrite avec Kenny Chesney, et a  initialement été prévue comme étant un succès. Elle est devenue numéro un dans les hits country en septembre et a été le premier single de leur 5e album Steel Feels Good. Elle a été suivie par Winner at a Losing Game, premier single que le groupe a écrit lui-même. Le 3e single, Every Day, atteint le numéro deux sur les hits country. Le 4e, Bob That Head, est le premier single du groupe ayant raté le top dix des radios country. Le 5e et dernière single de l'album, Ici, a été diffusé en août 2008 et est devenu leur 9e première place sur les Hits country sur le classement de la semaine du 5 janvier 2009.

### Greatest Hits Volume 1 et Unstoppable (2008–2010)
Rascal Flatts a sorti son premier  best of, intitulé Greatest Hits Volume 1, le 28 octobre 2008. L'album contient 13 chansons de leurs plus grands succès, de Prayin' for Daylight jusqu'à Life Is A Highway. L'édition limitée de l'album contient un deuxième cd avec trois chansons de Noël:
- White Christmas
- Jingle Bell Rock
- I'll Be Home for Christmas

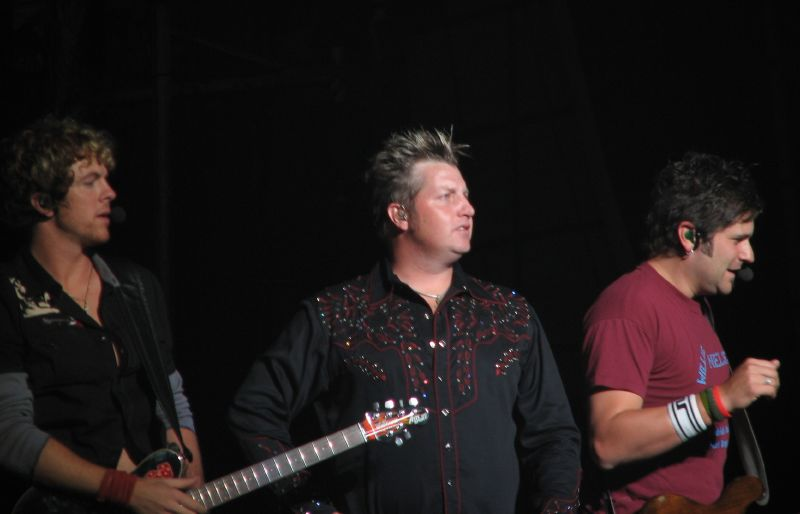
Rascal Flatts au Crawford Country Fair

Un an plus tard, en octobre 2009, le groupe a sorti une deuxième édition de Greatest Hits Volume 1, mais cette fois le second disque contenant des Live:
- Take Me There
- Winner at a Losing Game
- Me & My Gang
- Summer Nights

Rascal Flatts a publié le premier single Here Comes Goodbye, de leur album Unstoppable, le 20 janvier, et l'album, le 7 avril 2009. Here Comes Goodbye a été coécrit par Chris Sligh, 10e finaliste de l'émission American Idol (saison 6). Le deuxième single, Summer Nights, coécrit par Gary LeVox, a été publié  début mai 2009 débutant à la 57e place pour enfin terminer à la 2e place sur les hits Country. Le groupe a chanté Summer Nights  à la cérémonie des CMT Music Awards et à la finale de l'émission  America's Got Talent. Le troisième single de l'album, Why, a culminé à la 18e place sur les hits Country. Rascal Flatts a chanté Why au  The Tonight Show avec Conan O'Brien. Le groupe sort son quatrième single, Unstoppable, en janvier 2010.
Le groupe sort une version spéciale de leur album Unstoppable qui contient une chanson intitulé American Living uniquement disponible sur les albums vendus dans les magasins  JCPenney, sponsor officiel durant 2 ans pour la tournée Unstoppable. Il s'engage à reverser 1 $ sur chaque CD vendu par le magasin à la Fondation JCPenney Afterschool. Le 16 juillet 2009, dans le cadre de cette tournée, Rascal Flatts marque l'histoire de la musique country puisqu'ils sont le premier groupe de musique country à jouer  au Wrigley Field de Chicago. Le trio a été rejoint par d'autres artistes, comme Vince Gill et Darius Rucker faisant ainsi salle comble.

### Nothing Like This, The Best of Rascal Flatts Live et Changed (2010 à aujourd'hui)
Après la fermeture du label Lyric Street en avril 2010, Rascal Flatts signe avec Big Machine Records en juillet de la même année. Le Premier single du groupe sous le label a été Why Wait. Leur prochain album, intitulé Nothing Like This, a été publié le 16 novembre. En décembre 2010, le titre Nothing Like This est devenue le onzième no 1 du trio uniquement sur les hits country. Mars 2011, Rascal Flatts a participé à une chanson de Justin Bieber: That Should Be Me.
Le deuxième single de Nothing Like This est I Won't Let Go, numéro deux sur les hits country au début de 2011. La chanson Easy, en duo avec la chanteuse britannique Natasha Bedingfield, est la première piste de l'album Nothing Like This diffusé sur les radio country.
Le 8 novembre 2011, le label Hollywood Records a sorti The Best of Rascal Flatts Live.

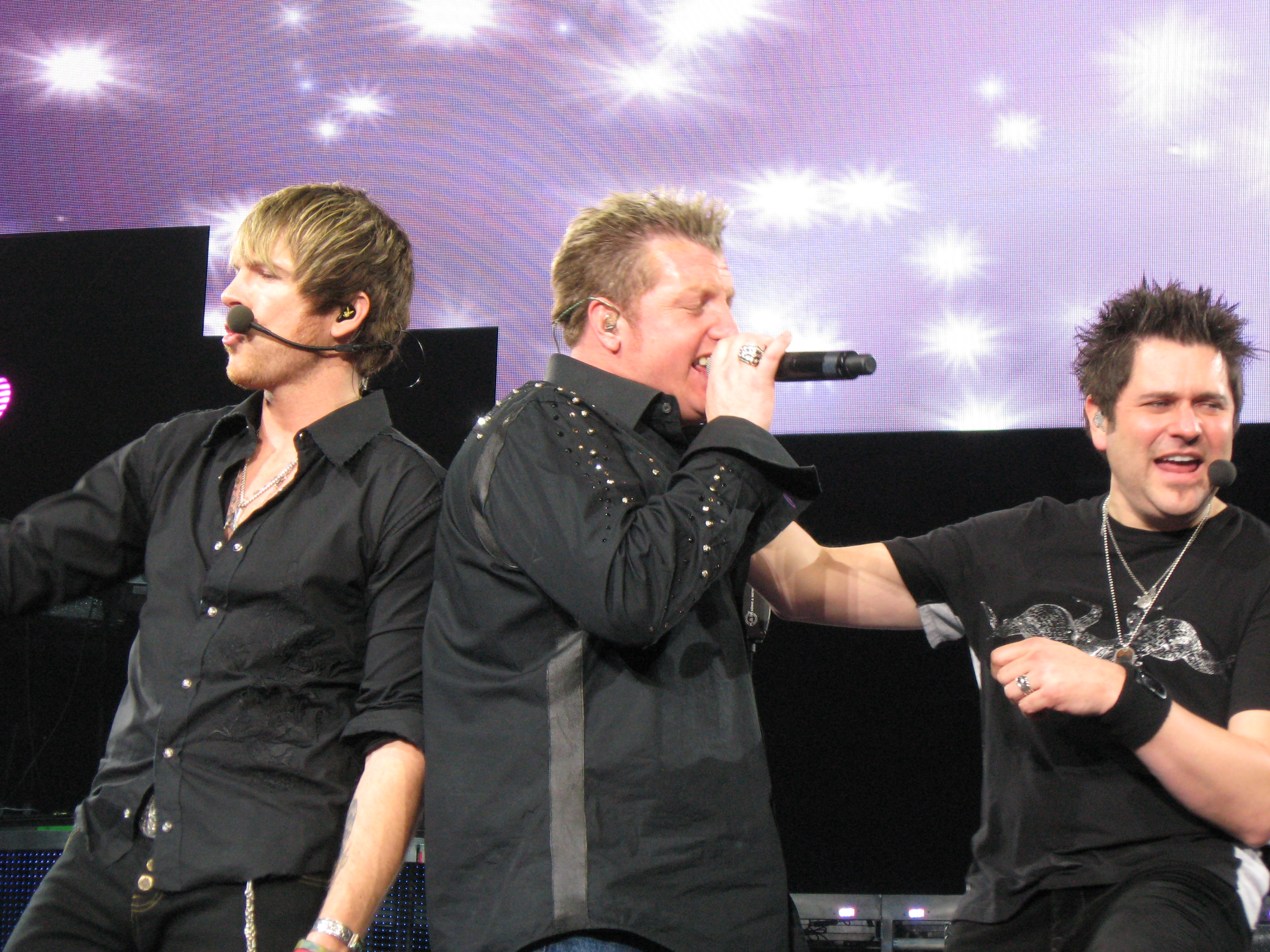
Rascal Flatts en Live au Janel's Vegas

Ils ont annoncé dans une apparition récente au  Today Show qu'ils travaillent actuellement sur un nouvel album studio qui sortira en avril 2012. Jay Demarcus dit qu'ils font "quelque chose d'un peu différent et que cette fois, ils produisent entièrement quelques chansons  de l'album, et le reste étant en collaboration avec le producteur Dann Huff".
Le 19 janvier 2012, Rascal Flatts annonce sur twitter, ainsi que sur leur site officiel, la sortie le 3 avril de leur nouvel album qui s'intitulera Changed.
Le 13 mai 2014, Rascal Flatts sort l'album Rewind.
En 2016, Rascal Flatts enregistre un album constitué de chants de Noël. Intitulé The Greatest Gift Of All, la date de sortie de celui-ci est prévue pour le 21 octobre de cette même année.
Le 19 mai 2017 est la date de sortie du nouvel album de Rascal Flatts, Back To Us.

## Réception du public
Le groupe touche un public de fan relativement jeune (18-25), ce qui est assez inhabituel pour de la musique country. En septembre 2007, l'hebdomadaire pour ado Weekly Reader a mené un sondage auprès de plus de 2000 enfants au sein des États-Unis et Rascal Flatts a été classé comme le sixième groupe le plus populaire parmi les 10-12 ans .
Touché, les Rascal Flatts ont amassé et versé 3 millions de dollars à l'hôpital pour enfants Monroe Jr. Carell à Vanderbilt-Nashville. Ils sont également impliqués avec la Croix-Rouge américaine en tant que membres du conseil du cabinet célébrité.

## Tournée
Les Rascal Flatts sont réputés pour ne pas hésiter sur les effets spéciaux, y compris les vidéos, les effets pyrotechniques et laser .

### Liste des tournées aux États-Unis
| Tournée                                                   | Années      | Invités                                                           |
| --------------------------------------------------------- | ----------- | ----------------------------------------------------------------- |
| Jo Dee Messina's Burn Tour                                | 2000 - 2001 | —                                                                 |
| (CMT on Tour)I Melt Tour                                  | 2002 - 2003 | Chris Cagle                                                       |
| Brooks & Dunn's Neon Circus, Wild West Show               | 2003        | —                                                                 |
| Kenny Chesney's Guitars, Tiki Bars, Whole Lotta Love Tour | 2004        | —                                                                 |
| Here's to You Tour                                        | 2004 - 2005 | Keith Anderson & Blake Shelton                                    |
| Me & My Gang Tour                                         | 2006 – 2007 | Eric Church (2006), Gary Allan, Jason Aldean                      |
| Still Feels Good Tour                                     | 2007 – 2008 | Jason Aldean (2007), Kellie Pickler (2008), Taylor Swift (2008)   |
| Bob That Head Tour                                        | 2008 – 2009 | Taylor Swift (2008), Jessica Simpson (2009)                       |
| American Living Unstoppable Tour                          | 2009 – 2010 | Darius Rucker                                                     |
| Nothing Like This Tour                                    | 2010–2011   | Kellie Pickler (2010) Chris Young (2010-2011) & Luke Bryan (2011) |
| Flatts Fest Tour                                          | 2011        | Sara Evans, Justin Moore, Easton Corbin                           |
| Thaw Out 2012 Tour                                        | 2012        | Sara Evans, Hunter Hayes                                          |
| The American Band Tour                                    | 2012        | Little Big Town, Eli Young Band, Edens Edge                       |
| Changed Tour                                              | 2012-2013,  | —                                                                 |
| Live & Loud Tour                                          | 2013        | —                                                                 |
| Rewind Tour                                               | 2014        | —                                                                 |
| Riot Tour                                                 | 2015        | —                                                                 |
| Rhythm and Roots Tour                                     | 2016        | —                                                                 |

## Contribution musicale hors du groupe
Rascal Flatts a également contribué aux travaux d'autres artistes. Gary LeVox, avec Jason Sellers et Wendell Mobley, ont coécrit en 2008 le premier single de Phil Stacey intitulé If You Didn't Love Me.
Jay DeMarcus a coproduit des albums pour plusieurs artistes, dont Chely Wright en 2002 pour l'album Never Love You Enough ainsi que l'album Chicago XXX du groupe  Chicago.  L'album 'Sunset Man de James Otto a été coproduite en 2008 par Jay DeMarcus et par John Rich du duo country Big and Rich.
Rascal Flatts a également participé à la bande originale du film Kuzco, l'empereur mégalo avec la chanson Walk the Llama Llama, ainsi qu'à celle du film Cars, avec une reprise de la chanson de Tom Cochrane, "Life is a Highway", qui est sortie en 1991.
Ils ont contribué, en 2009, à une partie de la bande originale du film  Hannah Montana, avec des versions acoustiques de Bless the Broken Road et de Backwards.
En 2011, ils ont fait un remix de That Should Be Me pour Justin Bieber sur l'album Never Say Never - The Remixes. La même année, Anna Wilson dans l'album Countrypolitan Duets inclut également une chanson interprétée avec Rascal Flatts & Ray Price, intitulé You're the Best Thing That Ever Happened to Me. Toujours en 2011, ils ont collaboré avec Michael Bolton dans son dernier album intitulé Gems avec la chanson s'appellant Love Is Everything.
Le 2 février 2013 ils ont joué avec le groupe Journey au CMT Crossroads du Superbowl XLVII.

## Apparition en tant qu'acteurs
Le groupe apparaît dans l'épisode 14 de la saison 10 des Experts en y interprétant leur propre rôle. Dans cet épisode, un des membres du groupe est victime d'un "accident" qui s'avère être une tentative d'assassinat et les deux autres deviennent suspects.
Rascal Flatts apparaît dans Hannah Montana, Le Film. Il fait partie de la famille de Miley.
En 2015, Jay DeMarcus apparait dans l'épisode "forever and always" de la série Nashville (saison 3).

## Discographie

### Singles n°1 dans les US Hits Country
- These Days (2002) (3 semaines)
- Mayberry (2004)
- Bless the Broken Road (2005) (5 semaines)
- Fast Cars and Freedom (2005) (3 semaines)
- What Hurts the Most (2006) (4 semaines)
- My Wish (2006)
- Stand (2007)
- Take Me There (2007) (3 semaines)
- Here (2009) (2 semaines)
- Here Comes Goodbye (2009)
- Why Wait (2010) (2 semaines)